# Puberg
Puberg település Franciaországban, Bas-Rhin megyében. Lakosainak száma 344 fő (2022. január 1.). Puberg Frohmuhl, Hinsbourg, Rosteig, Volksberg, Weislingen és Zittersheim községekkel határos.

## Népesség
A település népességének változása:
| Lakosok száma | 342  | 350  | 357  | 353  | 355  | 359  | 361  | 368  | 344  |
|               | 2013 | 2015 | 2016 | 2017 | 2018 | 2019 | 2020 | 2021 | 2022 |